# Honda VFR
Honda VFR — мотоцикл класса Спорт-турист, производимый компанией Honda с 1986 года. На данный момент выпущено 8 поколений этой машины. Все версии продавались под торговой маркой «Interceptor» в США, и «VFR» в Европе и Японии.
VFR считается во всем мире одним из лучших представителей своего класса.

## Происхождение модели
Аббревиатура VFR означает V-Four Road. Корни создания мотоцикла восходят к более ранним наработкам по двигателям V4 в таких мотоциклах как Honda Magna и Sabre, а также гоночного мотоцикла NR500, разработанного Honda Racing Corporation. Мотоцикл создавался как дорожный вариант NR, и последующих гоночных моделей марки, осев впоследствии в нише спорт-туризма.

## Особенности
VFR – высокотехнологичный и вместе с тем надёжный мотоцикл. Традиционно, на нём опробуются новейшие разработки компании в серийном производстве, как то: CBS (комбинированная тормозная система), система впрыска топлива, VTEC, и так далее.

## Двигатель
Двигатель, устанавливаемый на VFR – V-образный 4-цилиндровый с углом развала блоков 90 градусов, 4 клапана на цилиндр, gear-driven DOHC (вращение распредвалов осуществляется с помощью шестерён).

## Первое и второе поколение
В 1986 году выходит первая версия мотоцикла. Хонда впервые решает применить инновационную технологию gear-driven DOHC, а также прекратить выпуск моделей объёмами 500 и 1000 см³, оставив дорожную версию с рабочим объёмом 750 см³, и две гоночные: одну с тем же объёмом и вторую объёмом 400 см³.

## Третье и четвёртое поколение
В 1990 году Хонда представила обновлённый вариант VFR, добавив к нему элемент, выделяющий его из ряда остальных японских мотоциклов, являющийся по сей день визитной карточкой этой модели: консольное крепление заднего колеса.
В связи с этим добавился целый комплекс решений, не свойственных мотоциклам, а именно: необычный механизм натяжки цепи, крепления заднего диска, и т. д. (см. илл).
В целом мотоцикл шёл за веяниями в мире спортивных мотоциклов того периода: стали шире колесные диски. Впрочем на моделях четвёртого поколения задний обод снова стал чуть уже (5 дюйма вместо 5.5), что хорошо отразилось на поворотных качествах мотоцикла, учитывая не изменившийся размер покрышки (170 мм).

## Пятое поколение
В 1998 году Хонда решила обновить легендарный мотоцикл, введя в него несколько значительных изменений:
Был несколько переделан двигатель: его рабочий объём составлял 781 см{\displaystyle ^{3}}, был применён впрыск топлива.
Впервые была представлена система CBS — сложная комбинированная тормозная система.
Размеры заднего колеса были унифицированы со спортивными моделями фирмы — 5,5 дюймов ширина обода и 180 мм ширина резины.
В целом мотоцикл стал более «туристическим», покладистым, с достаточно ровной шкалой момента на всех оборотах.

## Шестое поколение
В 2002 году Хонда представляет очередную версию VFR. В конструкцию двигателя были внесены существенные изменения: появилась система VTEC, до 6800 об/мин работали по два клапана на цилиндр, а как только обороты переходили границу в 6800 об/мин, подключались ещё два клапана на цилиндр, что давало ощутимый «подхват» и не позволяло «затухать» мотору на «верхах». Ради внедрения VTEC пришлось отказаться от зубчатой передачи в приводе распредвалов, и перейти на более традиционный привод с помощью цепей.
Также претерпела некоторые изменения система CBS, глушителей стало два, и они стали размещаться под хвостом, а посадка на мотоцикле несколько выпрямилась.
В 2006 году система VTEC на мотоцикле была доработана. Теперь подключение дополнительных клапанов происходило на отметке в 6400 об/мин, а обратное отключение, при падении оборотов до 6100.

## Седьмое поколение

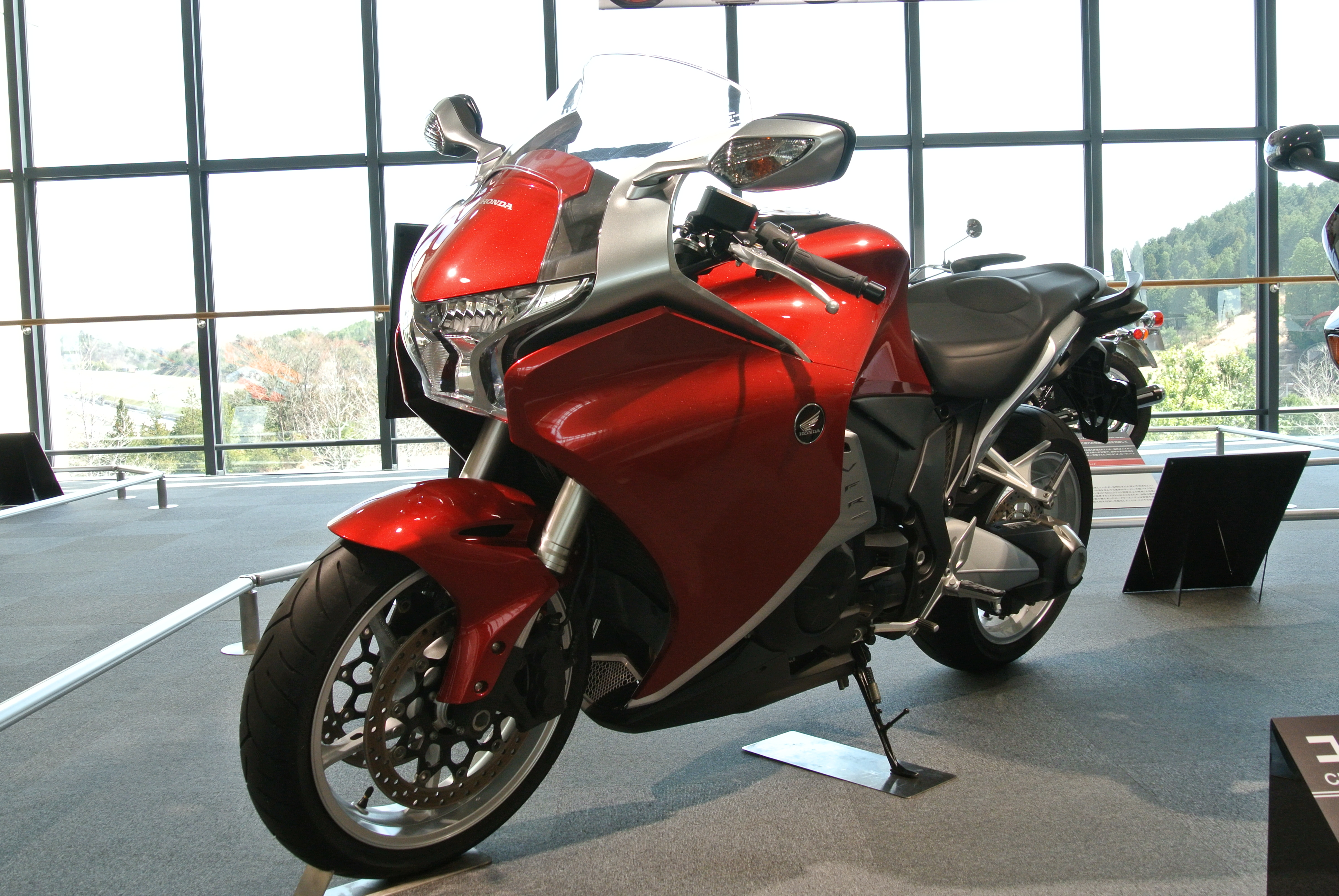
Honda VFR1200F

В 2010 году в продажу поступает совершенно новый VFR с двигаетелем 1'273 кубических сантиметров и мощностью 172 л. с. Мотоцикл пришёл на смену флагману Honda BlackBird XX 1100. В новом поколении мотоцикла появились такие новинки как: главная передача – кардан, вариант исполнения как с классической коробкой передач так и с автоматической коробкой передач с двойным сцеплением, электронная ручка газа. Дизайн мотоцикла стал более футуристическим. Идеальная эргономика и ветрозащита позволяли пилоту наслаждаться скоростными и туристическими поездками с комфортом.

## Восьмое поколение

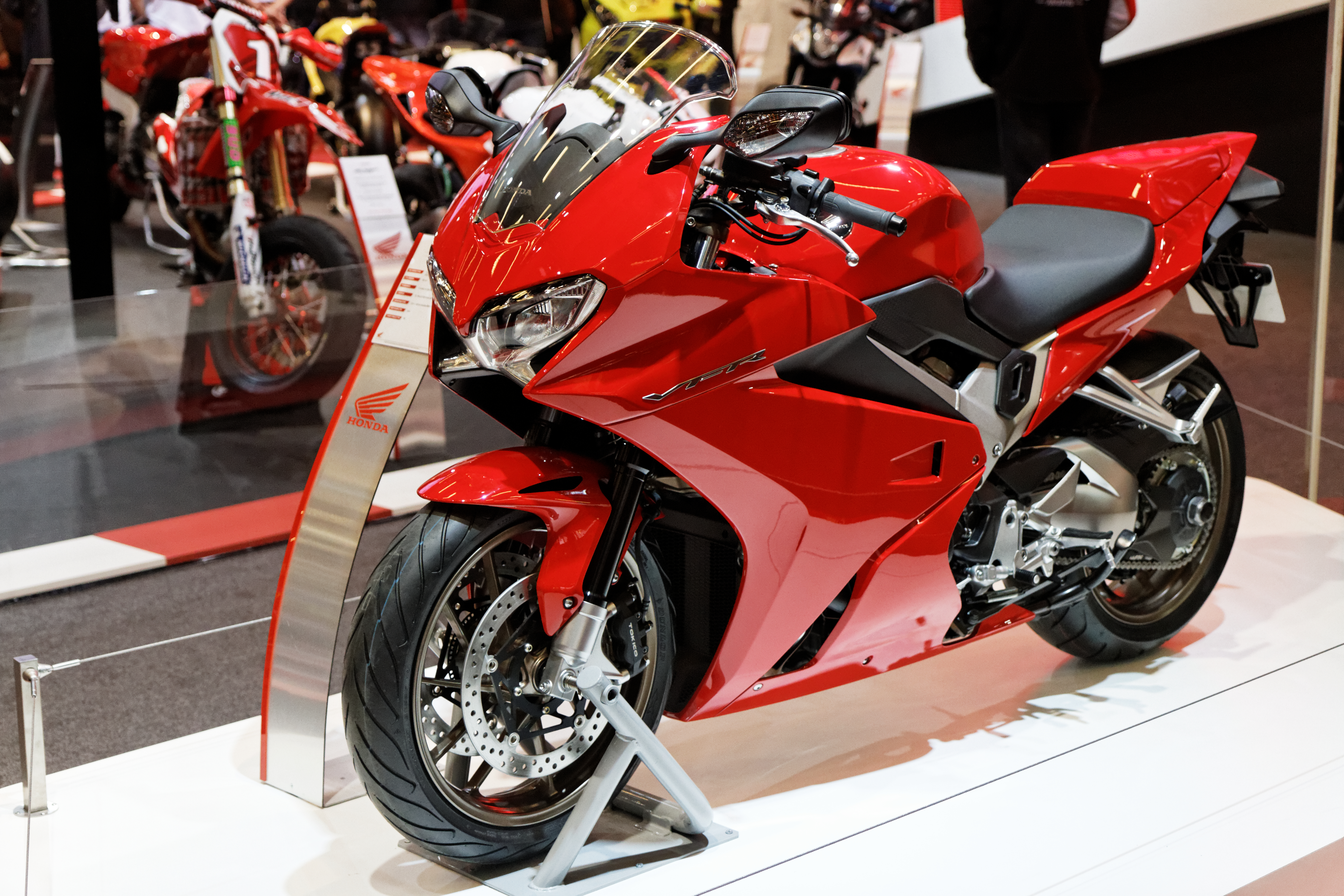
Honda VFR800F

В 2014 году публике был представлен VFR800F с 782-кубовой четырёхраспредвальной 90-градусной V-образной «четвёркой» на жидкостном охлаждении. VTEC с жидкостным охлаждением получил значительное развитие в течение 2014 года, главным образом фокусируя внимание на длительности открытия/закрытия клапанов. Японские инженеры немного перенастроили двигатель, чтобы добиться большего значения крутящего момента на низких и средних оборотах. Пиковая мощность в 77,9 кВт (106 л. с.) достигалась при 10'250 оборотах в минуту. Максимальный крутящий момент составил 75,1 Нм, доступный при 8500 об/мин. Количество масла в системе – 3,8 литра. Бензобак объёмом в 21,5 л. Этого вполне хватает на 350 км пути. Мокрое сцепление и 6-ступенчатая секвентальная КПП. Сухой вес составляет 242 кг.
Мотоцикл получил новый внешний вид, одну выхлопную трубу и облегчённые колёса с размерами покрышек 180/55-ZR17 и 120/70-ZR17. Он обладает целым рядом технологий и аксессуаров: трэкшн-контролем, АБС, ручками с подогревом, регулируемой высоте по седлу, самовыключающимися поворотниками и светодиодными фарами. 
Головная фара VFR800F выполнена на основе светодиодов. Задний фонарь также светодиодный.
Также заслуживает внимание и шасси этой модели. Разработчики провели его модернизацию за счёт установки 43-мм телескопической вилки с алюминиевым консольным маятником. И передняя, и задняя подвески здесь регулируются (спереди регулируется преднатяг пружины, сзади – преднатяг и демпфирование).
Цена 12'700$ за версию с ABS и TRC, упрощённая версия обойдётся в 10'400$

## Гоночные версии
| Годы    | Модель VFR | Гоночная версия |
| ------- | ---------- | --------------- |
| 1986-89 | 1-2        | RC30            |
| 1990-97 | 3-4        | RC36/45         |
| 1998-01 | 5          | RC46            |